# Yūichi Mizutani
Yūichi Mizutani (水谷 雄一?, Mizutani Yūichi; Hokkaidō, 26 maggio 1980) è un ex calciatore giapponese, di ruolo portiere.